# Rhammatophyllum
Rhammatophyllum es un género de plantas fanerógamas de la familia Brassicaceae. Comprende 11 especies descritas y de estas, solo 7 aceptadas.

## Taxonomía
El género fue descrito por Otto Eugen Schulz y publicado en Repertorium Specierum Novarum Regni Vegetabilis 33: 190. 1933.

## Especies aceptadas
A continuación se brinda un listado de las especies del género Rhammatophyllum aceptadas hasta julio de 2014, ordenadas alfabéticamente. Para cada una se indica el nombre binomial seguido del autor, abreviado según las convenciones y usos.	
- Rhammatophyllum afghanicum (Rech. f.) Al-Shehbaz & O. Appel
- Rhammatophyllum erysimoides (Kar. & Kir.) Al-Shehbaz & O. Appel
- Rhammatophyllum flexuosum (Rech. f.) Al-Shehbaz & O. Appel
- Rhammatophyllum ghoranum (Rech. f.) Al-Shehbaz & O. Appel
- Rhammatophyllum kamelinii (Botsch.) Al-Shehbaz & O. Appel
- Rhammatophyllum pachyrhizum O.E. Schulz
- Rhammatophyllum pseudoparrya (Botsch. & Vved.) Al-Shehbaz & O. Appel